# Oberndorf am Neckar
Oberndorf am Neckar é uma cidade da Alemanha, no distrito de Rottweil, na região administrativa de Freiburg, estado de Baden-Württemberg.